# محمدي سفلي (مقاطعة غيلانغرب)
محمدي سفلي (بالفارسية: محمدی سفلی) هي قرية تقع في قسم حيدريه الريفي في إيران. يقدر عدد سكانها بـ 320 نسمة بحسب إحصاء 2016.